# Mstów (Silésie)
Pour les articles homonymes, voir Mstów.
Mstów est une localité polonaise de la gmina de Mstów, située dans le powiat de Częstochowa en voïvodie de Silésie.